# Comitatul Wood, Wisconsin
Comitatul Wood este situat  în statul Wisconsin din Statele Unite. Sediul acestuia este Wisconsin Rapids. Conform recensământului din anul 2000, populația sa a fost 75.555 de locuitori .

## Geografie
Potrivit Biroului Recensământului Statelor Unite, comitatul are o suprafață totală de  809 mile² (2.096 km²) din care 793 mile² (2.053 km²) este uscat și 17 mile² (43 km²)(2,06%) este apă.

### Comitate învecinate
- Comitatul Marathon - nord
- Comitatul Portage - est
- Comitatul Adams - sud- est
- Comitatul Juneau - sud
- Comitatul Jackson - sud- vest
- Comitatul Clark - nord-vest

### Drumuri importante
- U.S. Highway 10
- Highway 13 (Wisconsin)
- Highway 34 (Wisconsin)
- Highway 54 (Wisconsin)
- Highway 73 (Wisconsin)
- Highway 80 (Wisconsin)
- Highway 97 (Wisconsin)
- Highway 173 (Wisconsin)
- Highway 186 (Wisconsin)

### Orașe, sate și orășele
- Arpin
- Arpin (town)
- Auburndale (town)
- Auburndale
- Biron
- Cameron
- Cary
- Cranmoor
- Dexter
- Grand Rapids
- Hansen
- Hewitt
- Hiles
- Lake Wazeecha
- Lincoln
- Marshfield
- Marshfield (town)
- Milladore
- Milladore (town)
- Nekoosa
- Pittsville
- Port Edwards (town)
- Port Edwards
- Remington
- Richfield
- Rock
- Rudolph (town)
- Rudolph
- Saratoga
- Seneca
- Sherry
- Sigel
- Vesper
- Wisconsin Rapids
- Wood

### Comunități fără personalitate juridică
- Babcock
- Bethel
- Blenker
- Dexterville

## Demografie
|  | Graficele sunt indisponibile din cauza unor probleme tehnice. Mai multe informații se găsesc la Phabricator și la wiki-ul MediaWiki. |

Date: Wikidata - grafică realizată de Wikipedia